# Estatua de Yuri Dolgoruki
 La Estatua de Yuri Dolgoruki es una estatua ecuestre que conmemora la fundación de Moscú en 1147 por parte de Yuri Dolgoruki (1099-1157). Dolgoruki fue el Gran Príncipe (Veliki Knyaz) de la Rus de Kiev y miembro de la dinastía Rúrika.  El 6 de junio de 1954, la estatua fue erigida en la Plaza Tverskaya (entonces llamada «Plaza Soviética»), ubicada frente al edificio del Alcalde de Moscú (entonces, el «Mossovet»).  Los escultores fueron Serguéi Mijáilovich Orlov, A. P. Antropov y Nicolái Lvóvich Shtam.  El diseño arquitectónico fue de Víktor Semenóvich Andréyev. La estatua reemplazó a una del general Mijaíl Skóbelev. 

## Estatua de Skóbelev

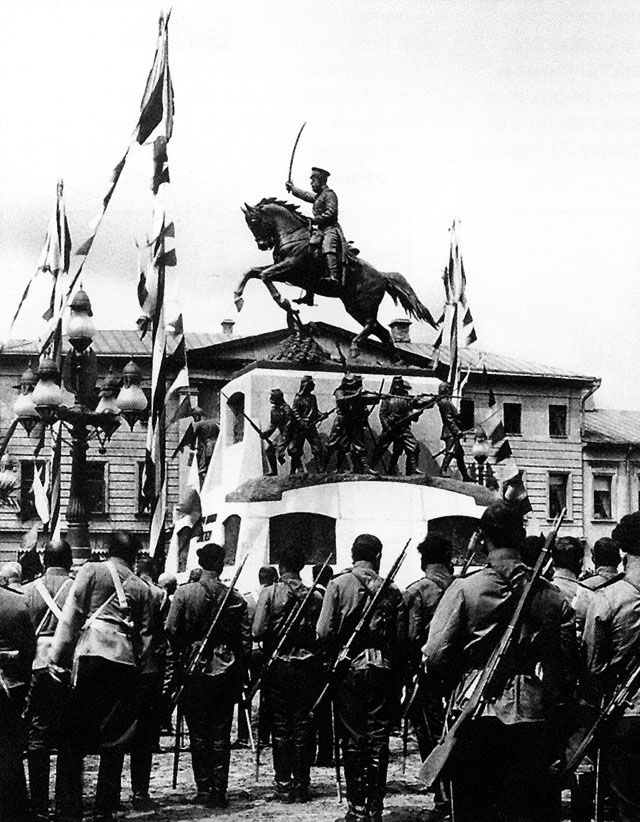
Inauguración del monumento al general Mijaíl Skóbelev

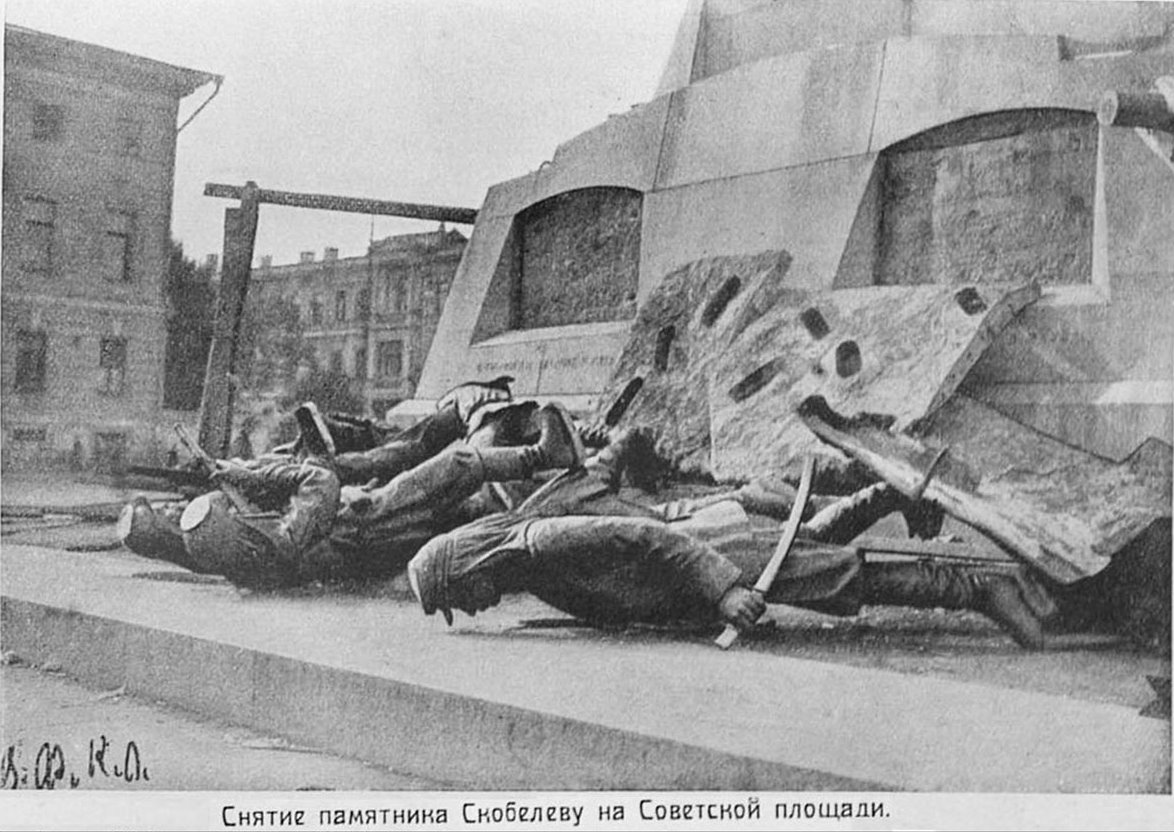
La estatua de Skóbelev desmantelada.

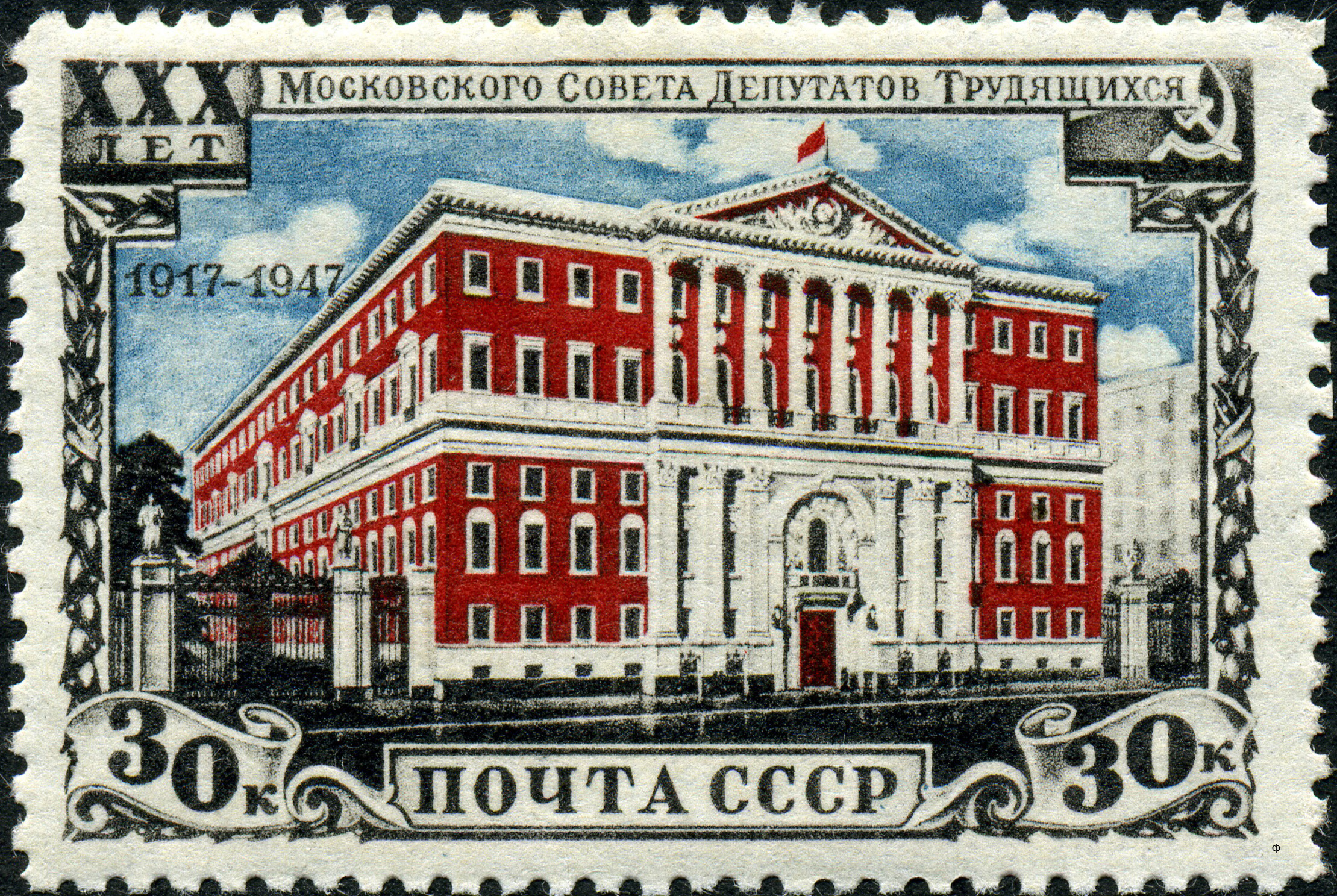
Ayuntamiento de Moscú, detrás de la Estatua de la Libertad

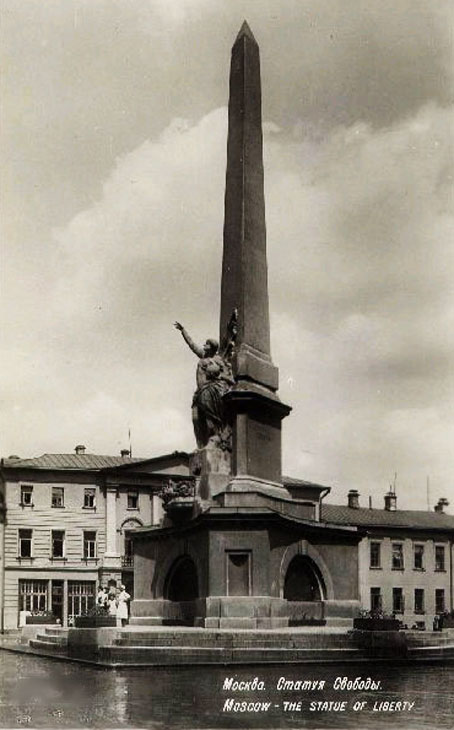
Monumento a la Constitución

La estatua original se erigió en 1912 en la Plaza Tverskaya era del general Mijail Skóbelev, un héroe de la guerra ruso-turca de 1877. Skóbelev se mostró montado en su caballo. Al monumento se lo conocía como «El General Blanco». Llevaba una túnica blanca de desfile y montó un caballo blanco en la batalla. También fue miembro de la fuerza militar del zar y, por lo tanto, «blanco». 
Tras la Revolución de Octubre de 1917, se emitió un decreto sobre los monumentos «erigidos en honor a los zares y sus sirvientes». Formaba parte de la campaña de propaganda a Lenin a través de monumentos. Debido a este decreto, el monumento a Skóbelev fue retirado.

## Obelisco a la Constitución
En 1918, el monumento a Skóbelev fue reemplazado por el Obelisco a la Constitución. Este último monumento —de 26 m de altura y tres pisos— se erigió frente al Mossovet, en honor a la Constitución soviética. 
En junio de 1919, al obelisco se le sumó una Estatua de la Libertad. Fue creada por el escultor Nikolay Andreyévich Andréyev. Vera Alekséyeva, la sobrina de Konstantín Stanislavski, podría haber posado para esta estatua. Otra posible modelo fue la actriz de МХАТ, Eugenie Jovanskaya, que fue famosa por su belleza. El escultor se inspiró en las formas dinámicas de las estatuas de la Grecia clásica, como la victoria alada de Samotracia. 
El obelisco de la Constitución no duró mucho. A finales de la década de 1930, se requería una restauración completa. Había sido hecho apresuradamente y de forma barata a partir de materiales de baja calidad; el obelisco se construyó en ladrillo y se enyesó «como granito». La estatua se erigió en hormigón. El 22 de abril de 1941, antes de su restauración, el monumento fue volado y retirado. La cabeza de la Estatua de la Libertad sobrevivió y se situó en la Galería Tretiakov.

## Creación de la estatua
Había existido un asentamiento en el sitio de Moscú al menos 200 años antes de su fundación oficial en 1147 por Yuri Dolgoruki. Sin embargo, el 800.º aniversario de las celebraciones de Moscú en septiembre de 1947 aceptó la fecha tradicional. Esta primera gran celebración de posguerra vino precedida brevemente de las celebraciones del 30.º aniversario de la Revolución de Octubre. 
En 1946, Iósif Vissariónovich Stalin mandó al arqueólogo y antropólogo Mijaíl Mijailovich Guerásimov (1907-1970) desde Kiev a encontrar restos de Yuri Dolgoruki. Esto fue así para que una ceremonia ceremonial de Dolgoruki tuviera lugar durante las celebraciones. No se encontraron restos en su tumba. 
En septiembre de 1946, se llevó a cabo un concurso para diseñar el monumento a Dolgoruki. El escultor S. M. Orlov ganó el concurso y recibió el Premio Stalin por su trabajo. El escritor, periodista e historiador ruso Alexander Anatólievich Vaskin dijo que Stalin seleccionó la entrada de Orlov de entre las demás, por ser elogiada por el embajador estadounidense W. Averell Harriman (1891-1986) durante una recepción en el Kremlin de Moscú.
El 6 de septiembre de 1947, tuvo lugar la revolucionaria ceremonia para el monumento durante las celebraciones. Sin embargo, el monumento tardó algún tiempo en construirse. Se produjeron  desacuerdos entre los tres artistas. Se ha cuestionado la escala de diseño y técnica de Orlov. Sus habituales técnicas de escultura pequeña podrían no haber funcionado en una obra monumental. 
Orlov también se enfrentó con las autoridades. Se opuso al texto sobre la dedicación del monumento que decía: «Al fundador de Moscú del gobierno soviético» (el gobierno soviético no se menciona en el monumento). La financiación insuficiente también afectó la velocidad del trabajo. El aniversario de Moscú marcó el lanzamiento simultáneo de varios proyectos a gran escala que requirieron fondos especiales. Estos incluían la construcción de los «rascacielos de Stalin».
Una historia posiblemente apócrifa habla de la aprobación de Stalin de la versión final del monumento.  Consideró cuidadosamente el modelo y dijo: «¿Por qué, camarada Orlov, mandas a Dolgoruki a sentarse en la yegua? Un semental puede acentuar la masculinidad del fundador de Moscú». Los cambios se introdujeron inmediatamente al proyecto.
La escultura fue producida por la «Planta Mytishchi en honor al artista nacional E. F. Belashova». La producción fue supervisada por el escultor y lanzador de bronce Savinski Gabriel Ivánovich. Costó 5.5 millones de rublos pagados por la ciudad de Moscú. La gran inauguración del monumento tuvo lugar el 6 de junio de 1954.

## Recepción
El público reaccionó negativamente al edificio gubernamental del monumento a Dolgoruki. El monumento no reflejaba la ideología del Partido Comunista.  A Dolgoruki se lo consideró un «explotador del campesinado y recaudador de impuestos del sistema feudal».
En la inauguración de la estatua, el escritor Zinovi Samóilovich Paperni dijo: «No es una buena imagen». El compositor Siguizmund Abrámovich Kats dijo: «Es un buen parecido».